# Your Best Friend
Your Best Friend er en amerikansk stumfilm fra 1922 af William Nigh.

## Medvirkende
- Vera Gordon som Mrs. Esther Meyers
- Harry Benham som Robert Meyers
- Stanley Price som Harry Meyers
- Belle Bennett som Aida
- Beth Mason
- Dore Davidson som Morris